# Віджаядітья Сат'яшрая
Віджаядітья I Сат'яшрая (*д/н —733) — 9-й магараджахіраджа держави Чалук'я у 696–733 роках, покровитель архітектури.

## Життєпис
Походив з династії Чалук'я. Син Вінаядітьї, після смерті якого у 696 році зайняв трон. За його правління значна увага приділялася внутрішньому розвитку країни. Лише деякий час приділив придушенню спротиву представника Паллавів — Парамашвара-вармана V. У 705 році завдав рішучої поразки державі Пандья.
Був покровителем численних храмів. За його наказом починаються зводитися храмові комплекси в Айхолі. Розпочато великий храм в Патадакалі. Помер у 733 році.